# Phaulochernes howdenensis
Phaulochernes howdenensis är en spindeldjursart som beskrevs av Beier 1976. Phaulochernes howdenensis ingår i släktet Phaulochernes och familjen blindklokrypare. Inga underarter finns listade i Catalogue of Life.